# Two Hands – The Leon Fleisher Story
Two Hands – The Leon Fleisher Story ist ein US-amerikanischer Dokumentarfilm aus dem Jahr 2006.

## Handlung
Der Film porträtiert den amerikanischen Pianisten Leon Fleisher, der in den 1960er Jahren aufgrund einer Erkrankung seine rechte Hand nicht mehr gebrauchen konnte. Bis 1998 trat er als linkshändiger Komponist auf und arbeitete zudem als Dirigent und Lehrer. Seit 1998 kann er wieder mit beiden Händen spielen, nachdem eine Behandlung mit Botox-Injektionen erfolgreich war.

## Kritik
Sam Adams von der „Philadelphia City Paper“ schrieb, Fleisher sei unverständlicherweise in den Interviews nicht bereit, die glänzenden Details seiner Vergangenheit zu erzählen. Zwar bemühe sich Regisseur Kahn die Lücken der faszinierenden Geschichte zu füllen, doch bleibe der Film nur halb erzählt.

## Auszeichnungen
2007 wurde der Film in der Kategorie Bester Dokumentar-Kurzfilm für den Oscar nominiert.
Eine weitere Nominierung erhielt er als bester Dokumentarfilm bei der Verleihung der News and Documentary Emmy Awards.

## Hintergrund
Der Film hatte seine Premiere am 11. August 2006 in Pasadena.